# گراف دوری (جبر)
در شاخه نظریه گروه‌ها از جبر مجرد، گراف دوری (به انگلیسی: Cycle Graph)، زیرگروه‌های دوری مختلف یک گروه را به تصویر کشیده و در مصور سازی ساختار گروه‌های متناهی کوچک اهمیت به‌خصوصی دارد.
«دور» مجموعه‌ای از توان‌های یک عنصر دلخواه گروهی چون {\displaystyle a} است که در آن {\displaystyle a^{n}} به معنای توان nم عنصر {\displaystyle a}، یعنی n بار ضرب {\displaystyle a} در خودش است. گفته می‌شود {\displaystyle a} دور را تولید می‌کند. در یک گروه متناهی، توان مثبتی از {\displaystyle a} وجود خواهد داشت به گونه‌ای که {\displaystyle a^{n}=e} (عنصر {\displaystyle e}، همانی گروه است). به کوچکترین توانی که {\displaystyle a} را همانی کند، مرتبه (Order) دور یا مرتبه عنصر مورد نظر گفته می‌شود، که برابر با تعداد اعضای دور نیز می‌باشد. در یک گراف دوری، دور را به صورت یک چندضلعی منتظم نمایش می‌دهند، به گونه‌ایی که رئوس آن نمایشگر عناصر گروهی بوده و پاره‌خط‌هایی که رئوس را بهم متصل می‌کنند، نشانگر این هستند که تمام عناصر متناظر با رئوس چندضلعی، اعضای یک دور هستند.